# Acid Storm
Acid Storm ist eine brasilianische Thrash-Metal-Band aus São Paulo, die im Jahr 1986 unter dem Namen Exterminator gegründet wurde.

## Geschichte
Die Band wurde im Jahr 1986 unter dem Namen Exterminator gegründet. Im Jahr 1989 änderte die Band ihren Namen in Acid Storm um. Robson Goulart, vorher bei Harppia, übernahm dabei den Posten des Sängers. Chico Comelli, bisher bei der Band MX, spielte den Bass. Zusammen mit weiteren Mitgliedern nahmen sie noch im selben Jahr die EP Why?… Dirty War? auf.
Für das bisher erste und einzige Album Biotronic Genesis aus dem Jahr 1991 war Mario Pastore als neuer Sänger zu hören. Im Folgejahr verließ Pastore die Band bereits wieder, sodass Goulart wieder zur Band zurückkam. Im Jahr 1995 verließ Goulart endgültig die Band und wurde wieder durch Pastore ersetzt. In den folgenden Jahren nahm die Band einige Demos auf. Dabei veränderte sich die Besetzung der Band stark. Die Band konnte bisher noch kein weiteres Album aufnehmen, ist jedoch immer noch aktiv.

## Stil
Die Band spielt klassischen Thrash-Metal der 1980er-Jahre.

## Diskografie
- 1989: Why?… Dirty War (EP, RSL Records)
- 1991: Last Days of Paradise (Demo, Eigenveröffentlichung)
- 1991: Biotronic Genesis (Album, Heavy Metal Maniac Records)
- 1993: Tomorrow Soldiers (Demo, Eigenveröffentlichung)
- 1994: No Man's Land (Demo, Eigenveröffentlichung)
- 1997: Twilight Zone (Demo, Eigenveröffentlichung)